# Скотти 2 Хотти
Скотт Рональд Гарленд (англ. Scott Ronald Garland, род. 2 июля 1973, Уэстбрук, Мэн) — американский рестлер, который в последнее время работал в WWE в качестве тренера в WWE Performance Center. В WWF/WWE он также выступал под именами Скотт Тейлор (англ. Scott Taylor) (1991—1999) и Скотти 2 Хотти (Скотти Ту Хотти, англ. Scotty 2 Hotty) (1999—2007). За свою карьеру в WWE Гарленд владел титулами командного чемпиона WWF, командного чемпиона WWE и чемпиона WWF в полутяжёлом весе.

## Личная жизнь
Гарленд живет в Орландо, Флорида, вместе со своими двумя детьми. Гарленд — фанат Disney (Мик Фоли назвал его «диснеевским психопатом») и много раз бывал в Диснейленде и Диснейуорлд. Он купил костюм Дамбо на Хэллоуин, среди многих других товаров, для своей дочери еще до ее рождения.

## Титулы и достижения
- All Action Wrestling

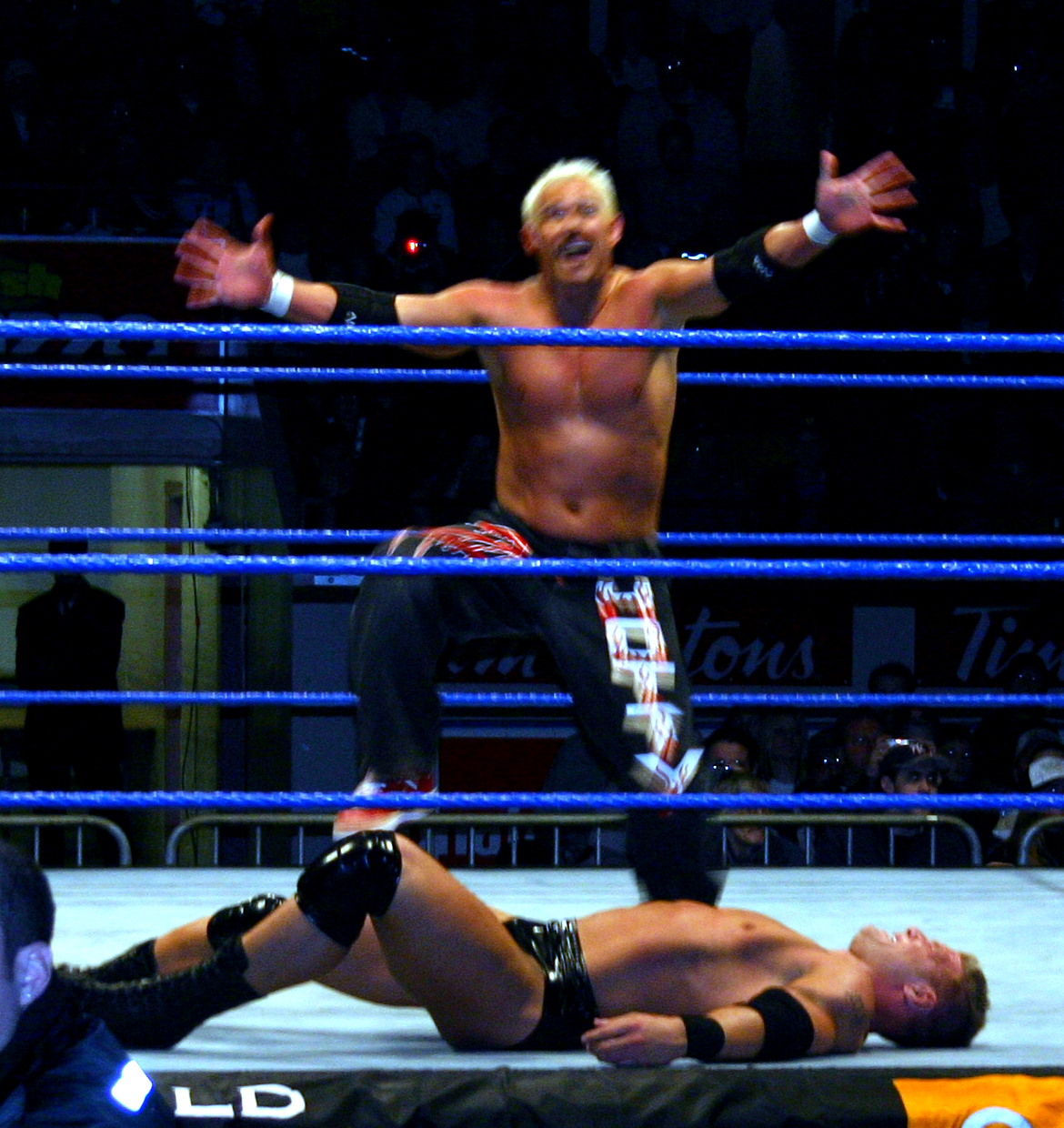
Скотти 2 Хотти готовится исполнить «Червя» против Марка Джиндрака в январе 2005 года

  - Командный чемпион AAW (1 раз) — с Даллас Найтом[1][2][3]
- Coastal Championship Wrestling
  - Чемпион CCW в тяжёлом весе (1 раз)[4]
- Eastern Pro Wrestling
  - Чемпион EPW в тяжёлом весе (1 раз)
  - White River Royal Rumble (2008)[5]
- New England Wrestling Association
  - Чемпион NEWA в тяжёлом весе (5 раз)[6]
  - Командный чемпион NEWA (2 раза) — со Стивом Рэмси[6]
- Pro Wrestling Illustrated
  - № 33 в топ 500 рестлеров в рейтинге PWI 500 в 2000[7]
- Pro Wrestling International
  - Международный чемпион PWI в тяжёлом весе (1 раз)
- World Wrestling Federation / World Wrestling Entertainment
  - Чемпион WWF в полутяжёлом весе (1 раз)[8]
  - Командный чемпион WWF (1 раз) — с Гранд Мастером Сексей[9]
  - Командный чемпион WWE (1 раз) — с Рикиши[10]